# Florentina Holzinger
Florentina Holzinger (Wenen, 8 januari 1986) is een Oostenrijkse choreograaf en performancekunstenaar.

## Biografie
Holzinger studeerde eerst architectuur in Wenen. In 2008 kreeg ze de danceWEB studiebeurs en ging vervolgens naar de School voor Nieuwe Dansontwikkeling (SNDO), aan de Amsterdamse Hogeschool voor de Kunsten. Daar volgde ze lessen choreografie en in 2011 studeerde ze af. Haar afstudeerproject, Silk, won in 2012 de Prix Jardin d'Europe op het dans- en performancefestival ImPulsTanz in Wenen.
Samen met danser Vincent Riebeek maakte ze de trilogie Kein Applaus für Scheiße (2011), Spirit (2012) en Wellness (2013), waarin "connecties gemaakt werden tussen obsceniteit, schoonheid, provocatie, affectie, walging en intimiteit". In 2015 werkte ze opnieuw met Riebeek, voor de voorstelling Schönheitésabend. Hiervoor vertrokken ze van het ballet Sjeherazade (1910) van Michel Fokine en het exotisme waarmee de dans in het begin van de 20e eeuw heruitgevonden werd.
Haar eigen producties, die variëren van soloprojecten tot choreografieën voor grotere ensembles, zijn ook deels geïnspireerd door thema's uit het klassiek ballet. Zo verwijst haar Apollon Musagète (2017) naar het gelijknamige ballet, Apollon musagète, van Igor Stravinsky uit 1928. Voor TANZ. Eine sylphidische Träumerei in Stunts (2019) gebruikte ze elementen van La Sylphide, een ballet van Franse componist Jean Schneitzhoeffer uit 1832. Zelf situeert ze haar werk tussen "entertainment, trash en kunst", gemengd met elementen uit acrobatiek, vechtsporten, stunts, horror en freakshows. Met haar radicale lichamelijkheid levert ze kritiek op de westerse consumptiemaatschappij.
In 2014 maakte ze Recovery, naar aanleiding van een ongeval tijdens een uitvoering van Kein Applaus für Scheiße in Noorwegen in 2011. Holzinger maakte toen een val van drie meter, uit de nok van het theater. Tijdens haar revalidatie haalde ze inspiratie uit concepten als traumaverwerking, een nieuwe start maken en steun van vrouwen onder elkaar. En bij het album Recovery van rapper Eminem.
Haar voorstellingen maken veelvuldig gebruik van naakt, bloed en beelden die kunnen provoceren of choqueren. Bij de voorstellingen van TANZ in deSingel in Antwerpen kreeg het publiek vooraf de waarschuwing dat er zelfpijniging en bloed voorkwam in een aantal scenes.
Toen René Pollesch in 2021 directeur werd van de Volksbühne Berlin kondigde hij aan dat hij Holzinger naar het huis zou halen.
In 2021 maakt Holzinger de voorstelling A Divine Comedy, waarin ze het gelijknamige werk van de Italiaanse dichter Dante Alighieri naar het heden katapulteert; zodoende “creëert ze hemel en hel in het hier en nu”. De figuur Dante ontspruit uit een hypnose-sessie en kadert de voorstelling. Holzinger maakt hier onder andere gebruik van “drillende dansdocenten, motorcrossers en de tachtigjarige danser Beatrice Cordua, die de bijnaam the naked ballerina draagt” (“de naakte ballerina”). Deze voorstelling wordt vertoond in het Internationaal Theater Amsterdam, deSingel, Volksbühne in Berlijn en de Hallen van Schaarbeek. Bij de voorstellingen in deSingel kreeg het publiek vooraf de waarschuwing: “Deze voorstelling bevat expliciete scènes met geweld, automutilatie en naaktheid. De performers roken op het podium en er wordt een stroboscoop gebruikt.”

## Thematiek
- Apollon Musagète

Voor deze voorstelling vertrok Holzinger deels van het neo-klassieke ballet van Georgische choreograaf George Balanchine, waarin Apollo, de Griekse god van de muziek, wordt bezocht door de drie muzen. Ze wilde onderzoeken hoe de betekenis van de choreografie verandert als Apollo niet door een man vertolkt wordt. Daarbij betrok ze ook de freakshows die ze zag op Coney Island, omdat die haar herinnerden aan de body-art-experimenten uit de jaren '70. "Het ene is kunst, terwijl het andere beschouwd wordt als puur entertainment", verklaarde ze in een interview met Spike Art magazine: "Ik voel me altijd verscheurd tussen die twee werelden."
Ze heeft zich ook in de wereld van de stuntmannen verdiept, omdat die vaak hun leven riskeren, zonder daar herkenning voor terug te krijgen: "Zij gebruiken hun lichaam bijna als een special effect ... Da's de relatie die ik ook voel ten opzichte van mijn lichaam tijdens een performance... Ik ben altijd geïnteresseerd geweest in het idee dat het lichaam volledig los kan staan van de geest." In het traditionele ballet zijn de regels betreffende het lichaam van een ballerina erg strikt. Dansers die niet voldoen aan die eisen, maken geen kans. Terwijl tijdens Holzingers opleiding in Amsterdam meer gekeken werd naar wat een lichaam kan worden. Beide methodes voegen volgens haar een subjectieve waarde toe aan de dans. Daarom zoekt ze naar een andere manier om het lichaam als instrument te gebruiken.
Holzinger houdt niet van audities. Ze probeert haar cast op een toevallige manier samen te stellen. Toch had ze voor deze voorstelling een bericht op Craigslist geplaatst: "extraordinary woman gezocht," om te kijken wat er zou gebeuren. Naast een uitzonderlijk grote hoeveelheid "dick picks van verrassend kleine piemels" vond ze danseres Evelyn Frantti, haar inspiratiebron voor deze voorstelling."
- TANZ. Eine sylphidische Träumerei in Stunts

La Sylphide van Schneitzhoeffer was het eerste ballet dat zich volledig op gemoed en dans focuste, zonder narratief, waarbij in het wit geklede nimfen in het maanlicht dansen. Deze sylfiden zijn mythologische geesten met een delicaat mensachtig lichaam, maar in tegenstelling tot mensen zijn ze zielloos. Voor Holzinger was dat een ideaal vertrekpunt om net als in vorige creaties het vrouwelijk lichaam als “machine voor special effects” te onderzoeken.
In een interview over deze voorstelling met Carola Wittrock kwam ze terug op het klassieke ballet, omdat dat haar gevormd heeft, in de zin dat ze vroeger steeds te horen kreeg dat ze daar niet het juiste lichaam voor had. “Ik denk dat ballet veel te maken heeft met het omgaan met trauma, omdat het op een bepaalde manier het lichaam van de vrouw weergeeft en omdat het gebaseerd is op traditionele opvattingen over hoe het lichaam van een vrouw op het podium beweegt. ... Ballet heeft een grote behoefte om feministisch te zijn. Daar ligt mijn bekommernis om ballet - omdat ik vind dat iemand er zich vanuit een feministisch perspectief over moet buigen.” 
In het ensemble zit ook een tachtigjarige voormalige prima ballerina, die La Sylphide vroeger gedanst heeft. Holzinger vindt het ook niet erg als sommigen naar de voorstelling komen om naakte vrouwen op machines te zien dansen. De voorstelling is noch theater, noch dans, noch spektakel, want voor haar hoort dat allemaal samen. "Stunt-ballet voor het internettijdperk", zo werd het genoemd op de website van de Beursschouwburg in Brussel. "Haar performances houden het midden tussen dans, ritueel en een Las Vegas stuntshow."

## Projecten
- Silk (2011)[22]
- Kein Applaus für Scheiße (2011) - met Vincent Riebeek[23][24][25]
- Spirit (2012) - met Vincent Riebeek[26][27]
- Wellness (2013) - met Vincent Riebeek[28][29]
- Recovery (2014) - co-productie Theater Frascati en brut Wien[30][31]
- Schönheitésabend. Tänze des Lasters, des Grauens und der Extase (2015) - met Vincent Riebeek[32]
- Apollon Musagète (2017)[33][34][35][36]
- Insect Train (2018) - met Cecilia Bengolea, creatie voor het Bouge B festival in deSingel[37]
- TANZ. Eine sylphidische Träumerei in Stunts, 2019[38] - coproductie deSingel, Spirit und Tanzquartier Wien, Spring Festival (Utrecht), Theater Rotterdam, Künstlerhaus Mousonturm (Frankfurt), Arsenic (Lausanne), Münchner Kammerspiele, Take Me Somewhere Festival (Glasgow), Beursschouwburg (Brussel), Sophiensaele (Berlijn), Frascati Productions (Amsterdam) Theater im Pumpenhaus (Münster), asphalt Festival (Düsseldorf).[39][40]
- Étude for an Emergency. Composition for Ten Bodies and a Car (2020) - Münchner Kammerspiele[41]
- A Divine Comedy (2021) - co-productie van Tanzquartier Wien, Volksbühne am Rosa-Luxemburg-Platz Berlin, deSingel, Theater Freiburg en Julidans.[42][43]

## Onderscheidingen
- 2020: 'Inszenierung des Jahres' van het theatermagazine Theater heute voor TANZ. Eine sylphidische Träumerei in Stunts[44]
- 2020: 'Outstanding Artist Award' in de categorie 'Darstellende Kunst' van de Oostenrijkse overheid[45]
- 2020: Nestroy-prijs voor 'Beste Regie' voor TANZ. Eine sylphidische Träumerei in Stunts[46]
- 2023: 'Inszenierung des Jahres' (zie hierboven) voor Ophelia's Got Talent, geregisseerd bij de Volksbühne, Berlijn